# Grand Theft Auto IV
Grand Theft Auto IV (uneori prescurtat GTA IV sau GTA 4) este un joc video non-linear de acțiune-aventură dezvoltat de Rockstar North și publicat de Rockstar Games. Este al patrulea titlu major din seria Grand Theft Auto și al unsprezecelea din serie per total, precum și primul din era 4 a acesteia. Grand Theft Auto IV a fost lansat în toată lumea (cu excepția Japoniei) pe 29 aprilie 2008 pentru PlayStation 3 și Xbox 360, și mai târziu și pentru PC pe 2 decembrie 2008 în America de Nord, și pe 3 decembrie 2008 în Europa și în restul lumii.
Acțiunea are loc în Liberty City, un oraș fictiv inspirat de New York City, în anul 2008, și urmărește povestea lui Niko Bellic, un veteran de război care sosește în Statele Unite în căutarea "visului american" și pentru a scăpa de trecutul său, dar ajunge să fie prins în lumea interlopă din oraș și întâmpină opoziție din partea diferitor inamici, de la cămătari la șefi mafioți. Jocul este primul din seria Grand Theft Auto care să prezinte un mod multiplayer online complex, ce conține 15 moduri diferite de joc și permite la până 32 de jucători să exploreze liberi lumea jocului. La scurt timp după lansare, jocul a avut parte de 2 expansiuni, Grand Theft Auto: The Lost and Damned și Grand Theft Auto: The Ballad of Gay Tony, ce se petrec tot în Liberty City și chiar concomitent cu GTA IV, dar din perspectiva altor protagoniști, poveștile intersectându-se de câteva ori cu cea a jocului principal. 
Foarte comercializat și anticipat înainte de lansare, Grand Theft Auto IV a reprezentat un adevărat succes critic și comercial. Jocul a fost foarte apreciat pentru nivelul ridicat de realism, graficile îmbunătățite comparativ cu predecesorii săi, povestea și personajele mult mai complexe și realistice și lumea foarte detaliată. De asemenea, Guinness World Records a confirmat că Grand Theft Auto IV a fost cel mai bine vândut produs din lume la acel timp, depășind vânzările celui mai bine vândut film, joc sau carte care deținea recordul până atunci. Doar prima zi de la lansarea, GTA IV a vândut peste 3,6 milioane de exemplare în întreaga lume care au generat în total încasări de 310 milioane de dolari. În doar prima săptamănă de la lansarea, încasările au depășit 500 de milioane de dolari. Prin comparație, cel mai bine vândut joc video până la atunci a fost Halo 3, produs de Microsoft, care a generat 170 de milioane de dolari în prima zi de la lansare. GTA IV a întrecut totodată și cel mai bine vândut film, Spider-Man 3, care în prima zi de rulare în cinematografe a avut încasări de 60 de milioane de dolari, și cea mai rapid vândută carte, Harry Potter & the Deathly Hallows, care a avut încasări de 220 de milioane de dolari în primele 24 de ore de la lansare. Succesorul său, Grand Theft Auto V, a fost lansat în 2013

## Gameplay
Grand Theft Auto IV este un joc de acțiune-aventură jucat dintr-o perspectivă third person. Jucătorii completează mai multe misiuni - scenarii liniare cu obiective stabilite - pentru a progresa în poveste. Este posibil să existe mai multe misiuni active în același timp, deoarece unele misiuni solicită jucătorilor să aștepte pentru instrucțiuni sau evenimente suplimentare. În afara misiunilor, jucătorii pot explora fără nicio restricție open-wordul jocului și există și câteva misiuni secundare opționale. Localizat în orașul fictiv Liberty City, open-wordul Grand Theft Auto IV este mai mare decât cel a majorității jocurilor anterioare din serie. La începutul jocului, jucătorii pot explora doar prima insulă - compusă din Dukes și Broker - cu toate celelalte insule devenind accesibile pe măsură ce povestea progresează.
Jucătorii folosesc atacuri corp la corp, arme de foc și explozibili pentru a lupta împotriva inamicilor și pot alerga, sări, înota sau utiliza o mare varietate de vehicule pentru a explora lumea jocului. Există o opțiune de perspectivă first person când se conduc vehicule. În luptă pot fi folosite un sistem de auto-țintire și de adăpostire ca ajutor împotriva dușmanilor. În cazul în care jucătorii sunt răniți, nivelul lor de viață scade dar poate fi complet regenerat utilizând mai multe metode, cum ar fi consumul de alimente, utilizarea de truse medicale sau apelul la paramedici. Dacă jucătorii comit crime în timpul jocului, agențiile de aplicare a legii ale jocului pot răspunde după cum indică un contor "wanted" aflat în heads-up display (HUD). Pe acest contor, stelele afișate indică nivelul de "wanted" (de exemplu, la nivelul maxim de șase stele, eforturile polițiștilor de-al aresta pe jucător sunt la maxim iar ei vor deveni foarte agresivi). Ofițerii de poliție vor căuta jucătorii chiar și dacă părăsesc zona lor de căutare. Contorul de "wanted" intră într-un mod de răcire dacă jucătorul iese din zona de căutare și în cele din urmă dispare atunci când jucători nu se mai află în câmpul vizual al polițiștilor.
Sistemul de adăpostire al jocului permite jucătorilor să se mute de la un loc de acoperire la altul, să tragă orbește, să țintească liber și să țintească un inamic specific. Părți individuale ale corpului pot fi de asemenea țintite. Atacurile corp la corp includ mișcări suplimentare, cum ar fi eschivarea, blocarea, dezarmarea adversarului și contra-atac. Armura pentru corp poate fi utilizată pentru a absorbi focurile de armă și daunele cauzate de explozibili, dar în cele din urmă va dispărea după prea multe daune. Când nivelul de viață este în întregime epuizată, jocul se oprește iar jucătorii se vor respawna la cel mai apropiat spital.
Modul single-player al jocului îi dă jucătorului controlul asupra lui Niko Bellic, un veteran de război din Europa de Est. În timpul poveștii, Niko întâlnește diverse personaje noi, dintre care majoritatea îi devin aliați și, ulterior, chiar prieteni apropiați. Aceștia pot să facă diverse favoruri pentru Niko ori de câte ori le cere; de exemplu, vărul său Roman, care deține un serviciu de taxi, poate să-i trimită un taxi lui Niko care să-l ducă în orice destinație din oraș. Taxiurile sunt întotdeauna disponibile în timpul jocului, permițând jucătorilor să călătorească rapid la orice destinație. De-a lungul jocului, jucătorii trebuie să facă alegeri morale (de regulă dacă să omoare sau nu pe cineva) care pot modifica povestea în funcție de alegerea făcută. În timp ce explorează lumea jocului, jucătorii pot face diverse activități pentru timp liber, precum bowling sau darts. Alte activități disponibile includ un mini-joc de justițiar (unde jucătorul trebuie să omoare diverși criminali căutați) și programe de televiziune. Niko are un smartphone cu care poate lua legătura cu prietenii și să-i invite să facă activități de timp liber împreună. Smartphone-ul este de asemenea utilizat pentru a accesa modul multiplayer online al jocului și pentru a introduce coduri. Pentru a accesa internetul din joc, care îi permite lui Niko să trimită și să primească e-mailuri și să stabilească întâlniri cu potențiale iubite, Niko poate folosi cafenele cu internet situate în diferite locuri din oraș. Jocul are de asemenea un sistem de metrou, permițând jucătorilor să călătorească rapid dintr-un loc în altul.
Modul online multiplayer al Grand Theft Auto IV permite unui număr de până la 32 de jucători să se plimbe liberi prin open-wordul din single-player. Jucătorii decid ce mod de joc doresc să joace, printre care deathmatch-uri și curse de stradă. Sunt disponibile atât moduri de joc cooperative, cât și competitive. Aceste moduri de joc sunt împărțite în mai multe meciuri, atât pentru jucători de același rank cât și cu rankuri diferite. Pentru ca jucătorii să crească în rank, trebuie să câștige bani în joc. Jocul are de asemenea un Free Mode în care jucătorii pot explora open-wordul fără misiuni sau obiective de finalizat. Gazdele de joc pot controla mai multe variabile, cum ar fi prezența poliției, traficul și armele. Suportul LAN este disponibil în versiunea Windows a jocului.

## Prezentare

### Plasare
Acțiunea din GTA IV se petrece în 2008, într-o versiune nouă și îmbunătățită a lui Liberty City, ce se aseamănă mult mai mult cu New York City comparativ cu toate versiunile anterioare, fiind alcătuit din patru cartiere principale: Broker (inspirat de Brooklyn), Dukes (Queens), Bohan (Bronx) și Algonquin (Manhattan). Broker și Dukes formează o singură insulă mare, la fel și Algonquin, în timp ce Bohan este o insulă mai mică, situată la nord de Dukes și la nord-est de Algonquin. Adiacent cu acestea se află și statul independent Alderney (inspirat de Nordul New Jersey-ului), ce este la rândul său o insulă mare. Liberty City cuprinde și trei insule mai mici, și anume Charge Island (Randall's Island), Colony Island (Roosevelt Island) și Happiness Island (Liberty Island). La începutul jocului, podurile care leagă Broker și Dukes de restul orașului sunt închise (dialogul din joc sugerează că ar fi din cauza unor atacuri teroriste), dar se deschid pe măsură ce povestea progresează. 
GTA IV se petrece într-un univers diferit de toate jocurile anterioare din serie, cunoscut ca "universul HD", datorită graficilor superioare comparativ cu predecesorii jocului. Jocul are loc în aceeași continuitate ca și expansiunile sale, The Lost and Damned și The Ballad of Gay Tony, și succesorul său, GTA V. Aceeași versiune a lui Liberty City a fost utilizată ulterior în GTA Chinatown Wars, cu excepția lui Alderney.

### Povestea
În 2008, Niko Bellic, un veteran al războiului Iugoslaviei, sosește în Liberty City la bordul unei nave numite Platypus pentru a se revedea cu vărul său Roman, a căuta "visul american", și a-l găsi pe omul care i-a trădat unitatea militară în război cu 15 ani în urmă. La sosire, Niko este întâmpinat de Roman, numai pentru a descoperi că acesta l-a mințit cu privire la bogățiile sale și deține doar un apartament murdar și o companie de taxi în Broker, precum și că are numeroase datorii față de cămătari. Niko începe să-l ajute pe Roman, protejându-l de cămătari și preluând comenzi pentru firma lui, timp în care întâlnește și se împrietenește cu diverși rezidenți din Broker, precum Little Jacob, sub-șeful bandei Yardies, Brucie Kibbutz, un antreprenor auto, și Michelle, o fată cu care Niko începe rapid o relație.
Mai târziu, Niko este nevoit să lucreze pentru Vlad Glebov, cămătarul rus al lui Roman, dar în cele din urmă îl ucide după ce află că acesta s-a culcat cu iubita lui Roman, Mallorie. Drept urmare, Niko și Roman sunt răpiți de membri ai Mafiei Ruse din oraș, la ordinele lui Mikhail Faustin și Dimitri Rascalov. Totuși, cum nu este deranjat de moartea lui Vlad, Faustin îi eliberează și îl angajează pe Niko. Acesta descopera rapid adevărata natură a lui Faustin după ce este pus să-l omoare pe fiul lui Kenny Petrovic, cel mai puternic mafiot rus din oraș. Când Petrovic amenință să se răzbune, Dimitri îl convinge pe Niko să-l asasineze pe Faustin pentru a-l împăca pe Petrovic. Totuși, când Niko se întâlnește cu Dimitri pentru a-și lua banii de pe asasinare, Dimitri îl trădează și îl aduce pe fostul său șef, Ray Bulgarin, care consideră că Niko îi datorează bani,datorita unei misiuni esuate in Marea Adriatica. Când Niko neagă acuzațiile, se trece la foc de armă, ia Dimitri și Bulgarin scapă în haosul rezultat.
Niko și Roman sunt nevoiți să se mute în Bohan după ce apartamentul și compania lor de taxi sunt arse de oamenii lui Dimitri. Totuși, lucrurile nu merg cu nimic mai bine în Bohan: Roman este răpit de oamenii lui Dimitri într-o încercare eșuată de-al ademeni pe Niko, care îl salvează pe Roman. Mai mult, Michelle dezvăluie că este un agent guvernamental sub acoperire pe nume Karen, care îl șantajează pe Niko să lucreze pentru agenția sa, cunoscută doar după frontul ei: United Liberty Paper. Niko asasinează câțiva teroriști cunoscuți sau suspectați pentru agenție, care în schimb promite să-i curețe cazierul și să-l ajute să-l găsească pe trădătorul căutat. În ciuda dificultăților pe care Niko și Roman le întâmpină în Bohan, norocul lor se întoarce când Roman primește bani de pe asigurarea făcută pe compania sa distrusă. Folosind banii, Roman cumpără un apartament nou în Algonquin și își reînoiește compania de taxi.
În același timp, dorindu-și un stil de viață mai bun pentru el și Roman, Niko găsește de lucru pentru noi personaje în cadrul lumii interlope din oraș, precum Manny Escuella, un justițiar egocentric, și Elizabeta "Liz" Torres, o bine-cunoscută traficantă de droguri din Bohan care face parte din Mafia Spaniolă. Prin intermediul lui Liz, Niko îi întâlnește și pe Patrick McReary, un gangster irlandez, și Playboy X, șeful rețelei de trafic de droguri din Nordul Algonquin-ului si membru al organizatiei de crimă North Holland Hustlers, pe care îl ajută într-un schimb de droguri alături de Johnny Klebitz, președintele clubului de motocicliști The Lost, deși schimbul se dovedește a fi o ambuscadă a poliției. Ulterior, Liz este arestată pentru mai multe acuzații, nu înainte de-al ucide pe Manny într-o criză de furie, astfel că Niko începe să lucreze și pentru Patrick, ajutându-l cu jaful unei bănci și împrietenindu-se rapid cu el, precum și pentru frații săi: Francis, un polițist corupt care îl șantajează să-l ajute să-și mențină corupția un secret, Derrick, un criminal pensionat cu un trecut complicat, și Gerald, liderul Mafiei Irlandeze. În cele din urmă, munca sa pentru familia McReary încetează când Niko se confruntă cu situația de-al omorî fie pe Derrick, fie pe Francis, iar Gerald este arestat. Asemănător, Niko lucrează pentru Playboy X și mentorul acestuia, Dwayne Forge, un criminal recent eliberat din închisoare cu care Niko are în comun trecutul tragic și astfel cei doi formează o legătură, dar în cele din urmă amândoi îi cer lui Niko să-l omoare pe celălalt dintre ei, astfel încât acesta trebuie să aleagă pe care om să-l ucidă.
Mai târziu, Niko îl întâlnește și pe Ray Boccino, un capo în cardul Familiei Mafiote Pegorino, care îl angajează să-l ajute cu un schimb major de diamante. După ce Niko și niște asociați de-ai lui Boccino recuperează diamantele, unde au fost ascunse de membri The Lost MC după ce au fost furate de la Tony Prince, un antreprenor de cluburi de noapte, Niko lucrează cu Johnny Klebitz să încerce să le vândă Mafiei Evreiești, dar schimbul este ambuscat de Luis Lopez, garda de corp a lui Tony, care le recuperează. În haosul rezultat, Johnny fuge cu banii, astfel că Boccino îl pune pe Niko să-l omoare pe prietenul acestuia, Jim Fitzgerald, drept răzbunare, iar ulterior și pe dealerii evrei implicați în schimb, după ce aceștia îl acuză pe Boccino de ambuscadă. Mai târziu, Boccino îl recompensează pe Niko ajutându-l să-l găsească pe Florian Carvic, acum Bernie Crane, unul dintre supraviețuitorii vechii sale unități militare, numai pentru a descoperi că nu acesta este trădătorul. Ulterior, Niko ajunge să lucreze atât pentru Bernie, care se află într-o relație homosexuală secretă cu vice-primarul Bryce Dawkins și îi cere să se ocupe de oamenii lui Dimitri, ce încearcă să-l șantajeze pe Dawkins, cât și pentru Jon Gravelli, liderul Famliei Mafiote Gambetii și un asociat al United Liberty Paper, care se află pe patul de moarte și  în schimbul serviciilor lui Niko promite să ajute agenția să-l găsească pe trădătorul căutat. 
Ceva timp mai târziu, Boccino îi oferă lui Niko un apartament în Alderney și îl introduce Familiei Pegorino, pentru care acesta începe, de asemenea, să lucreze, în principal pentru Phil Bell și liderul familiei, Jimmy Pegorino. După ce suspectează că Boccino este un informator al poliției, Pegorino îi cere lui Niko să-l omoare. Totodată, Niko îl vizitează pe Gerald McReary în închisoare și este de acord să-l ajute cu o ultimă favoare: să o răpească pe Gracie Ancelotti, fiica liderul Familiei Ancelotti, pentru a o răscumpăra pe diamante. Totuși, când Niko și Patrick aranjează un schimb cu Tony Prince și Luis Lopez, trimiși de Ancelotti, ei sunt ambuscați de Ray Bulgarin, care susține că diamantele sunt ale lui și își pune oamenii să le recupereze. În haosul rezultat, Niko și Patrick reușesc să scape, dar diamantele sunt pierdute.
În cele din urmă, United Liberty Paper îl găsește pe omul care a trădat unitatea lui Niko, Darko Brevic, și îl aduce în Liberty City pentru ca Niko să decidă ce să facă cu el. După ce se ocupă de trecutul său, Niko este contactat de Pegorino, care îi cere o ultimă favoare: să participe la un schimb foarte profitabil de heroină alături de Dimitri. Niko trebuie să aleagă dacă să participe la schimb, sau să se răzbune pe Dimitri.
Dacă alege să participe, atunci Dimitri îl trădează din nou și păstrează heroina pentru el, astfel încât Niko și Phil Bell sunt nevoiți să-i omoare pe cumpărători pentru a obține banii. A doua zi, la nunta lui Roman, acesta este omorât din greșeală de un asasin trimis de Dimitri. După ce Dimitri îl trădează și ucide pe Pegorino, el este în schimb omorât de un Niko devastat și răzbunător. Mai târziu, Niko este sunat de Mallorie, care îi spune că este însărcinată cu copilul lui Roman, pe care Niko promite să-l protejeze. Dacă alege în schimb să se răzbune pe Dimitri, Niko sosește pe Platypus, unde oamenii acestuia încarcă heroina, și îi omoară pe toți, în cele din urmă executându-l pe Dimitri. La nunta lui Roman, Pegorino, furios după ce Niko l-a trădat, încearcă să-l omoare pe acesta, dar o ucide în schimb pe iubita sa și sora lui Patrick, Kate. Cu Pegorino dorit mort de întreaga lume interlopă din oraș, Niko îl găsește și îl omoară. Mai târziu, el este sunat de Roman, care îi spune că Mallorie este însărcinată și că, dacă copiul va fi fată, atunci o vor numi Kate, în amintirea ei.

### Misiuni
-Broker-Dukes-Bohan
1. 1 The Cousins Bellic

given by:Roman Bellic
1. 2 It’s your Call

given by:Roman Bellic
1. 3 Three’s a Crowd

given by:Roman Bellic
1. 4 First Date

given by:Michelle
1. 5  Bleed Out

given by:Roman Bellic
1. 6 Easy Fare

given by:Roman Bellic
1. 7 Jamaican Heat

given by:Roman Bellic
1. 8 Bull in a China Shop

given by:Vlad Glebov
1. 9 Hung Out to Dry

given by:Vlad Glebov
1. 10 Clean Getaway

given by:Vlad Glebov
1. 11 Ivan The Not So Teriblle

given by:Vlad Glebov
1. 12 Concrete Jungle

given by:Little Jacob
1. 13 Uncle Vlad

given by:Roman Bellic
1. 14 Crime and Punishment

given by:Roman Bellic
1. 15 Do you Have Protection?

given by:Mikhail Faustin
1. 16 Shadow

given by:Little Jacob
1. 17 Final Destiantion

given by:Mikhail Faustin
1. 18 No Love Lost

given by:Mikhail Faustin
1. 19 Logging On

given by:Roman Bellic
1. 20 Rigged to Blow

given by:Mikhail Faustin
1. 21 Search and Delete

given by:Brucie Kibbutz
1. 22 Easy as Can Be

given by:Brucie Kibbutz
1. 23 The Master and the Molotov

given by:Dimitri Rascalov
1. 24 Russian Revolution

given by:Dimitri Rascalov
1. 25 Roman’s Sorrow

given by:Dimitri Rascalov
1. 26 Out of the Closet

given by:Brucie Kibbutz
1. 27 No.1

given by:Brucie Kibbutz
1. 28 Escuela of the Streets

given by:Manny Escuela
1. 29 Street Sweper

given by:Manny Escuela
1. 30 Luck of the Irish

given by:Elizabeta Torres
1. 31 Blow your Cover

given by:Elizabeta Torres
1. 32 The Puerto Rican Connection

given by:Manny Escuela
1. 33 The Snow Storm

given by:Elizabeta Torres
1. 34 Have a Heart

given by:Elizabeta Torres
-Algonquin-Alderney
1. 35 Call and Collect

given by:Francis McReary
1. 36 Harboring a Grudge

given by:Patrick(Packie)McReary
1. 37 Waste Not Want Knots

given by:Patrick(Packie)McReary
1. 38 Three Leaf Clover

given by:Patrick(Packie)McReary
1. 39 Final Interview

given by:Francis McReary
1. 40 Holland Nights

given by:Francis McReary
1. 41 Lure

given by:Francis McReary
1. 42 Deconstruction for Begginers

given by:Playboy X
1. 43 Photo Shoot

given by:Playboy X
1. 44 Ruff Rider

given by:Dwayne Forge
1. 45 Undress to kill

given by:Dwayne Forge
1. 46 Wrong is Right

given by:U.L Paper
1. 47 Portait of a Killer

given by:U.L Paper
1. 48 Hostile Negociation

given by:Mallorie Bardas
1. 49 The Holland Play

given by:Playboy X
1. 50 Dust Off

given by:U.L Paper
1. 51 Paper Trail

given by:U.L Paper
1. 52 Actions Speak Louder Than Words

given by:Gerry McReary
1. 53 I Need your Clothes,your Boots,your Motorcycle

given by:Gerald (Gerry) McReary
1. 54 Smackdown

given by:Derrick McReary
1. 55 A Long Way to Fall

given by:Ray Boccino
1. 56 Babysitting

given by:Derrick McReary
1. 57 Tunnel of Death

given by:Derrick McReary
1. 58 Blood Brothers

given by:Francis McReary
1. 59 Undertaker(Derrick or Francis Funeral)

given by:Patrick(Packie)McReary
1. 60 Taking in the Trash

given by:Ray Boccino
1. 61 Meltdown

given by:Ray Boccino
1. 62 I’Ll take Her

given by:Gerald(Gerry)McReary
1. 63 Museum Piece

given by:Ray Boccino
1. 64 No Way on the Subway

given by:Ray Boccino
1. 65 Late Checkout

given by:Ray Boccino
1. 66 Weekend at Florian’s

given by:Ray Boccino
1. 67 I’Ll take Her(Ransom)

given by:Patrick(Packie)McReary
1. 68 She’s a Keeper

given by:Gerald(Gerry)McReary
1. 69 Hating the Haters

given by:Bernie Crane
1. 70 Union Drive

given by:Bernie Crane
1. 71 Buoys Ahoy

given by:Bernie Crane
1. 72 Truck Hustle

given by:Phil Bell
1. 73 Pegorino’s Pride

given by:Jimmy Pegorino
1. 74 Payback

given by:Jimmy Pegorino
1. 75 Catch the Wave

given by:Phil Bell
1. 76 Trespass

given by:Phil Bell
1. 77 To Live and Die in Alderney

given by:Phil Bell
1. 78 Diamonds are a Girl’s Best Friend

given by:Gerald(Gerry)McReary
1. 79 Entourage

given by:Jon Gravelli
1. 80 Dining Out

given by:Jon Gravelli
1. 81 Liquidize the Assets

given by:Jon Gravelli
1. 82 Flatline

given by:Jimmy Pegorino
1. 83 Pest Control

given by:Jimmy Pegorino
1. 84 That Special Someone

given by:U.L Paper
1. 85 One More Thing

given by:Jimmy Pegorino
-Endings-
1. 86 A Dish Served Cold-Revenge

or
1. 86 If the Price is Right-Deal

1. 87 Mr & Mrs.Bellic-Revenge/Deal

1. 88 Out of Comission-Revenge

or
1. 88 A Revenger’s Tragedy

## Personaje

### Personaje principale
- Niko Bellic - este protagonistul jocului. Niko este de origine sârbă și a luptat în războiul Iugoslaviei. După ce cineva din unitatea sa militară i-a trădat și i-a omorât aproape pe toți, Niko a început să caute răzbunare. El sosește în Liberty City la bordul unei nave numite Platypus, atât pentru a căuta trădătorul și a fugi de fostul său angajator, Ray Bulgarin, cât și pentru a trăi "visul american" la sfaturile vărului său Roman. Totuși, imediat la sosire, el descoperă că Roman l-a mințit cu privire la luxul și bogățiile care aveau să-l aștepte. Niko începe să lucreze pentru diverși gangsteri și criminali din Liberty City, ajungând în cele din urmă în vârf și la luxul care i s-a promis de la bun început. Niko își face atât prieteni noi, cât și dușmani care o să-l facă în cele din urmă să piardă pe cineva drag: fie pe Roman, fie pe iubita sa, Kate McReary. Niko este o persoană calmă, serioasă, bine antrenată cu armele și este conștient de cum faptele sale îl pot afecta atât pe sine, cât și pe cei apropiați lui. Niko mai apare puțin și în expansiunile The Lost and Damned și The Ballad of Gay Tony, și este menționat de câteva ori în GTA V.

- Roman Bellic - este vărul lui Niko. El locuiește în Liberty City de 10 ani și susține că trăiește "visul american" și are parte de lux și bogății, dar în realitate deține doar un apartament murdar în Broker și o mică firmă de taxi. Roman este prins în datorii și la începutul jocului are nevoie de Niko să-l ajute cu problemele sale. El se ceartă adesea cu Niko deoarece mereu se află în necaz și este nevoie de Niko să-l salveze, dar mare parte din aceste probleme sunt din cauza lui Niko și a dușmanilor pe care și-a făcut. La finalul jocului Roman se căsătorește și, în funcție de decizia lui Niko de a face sau nu afacerea pentru Pegorino, este omorât din greșeală de un asasin sau îl ajută pe Niko să-l găsească și să se răzbune pe cel vinovat pentru moartea iubitei sale, Kate. Niko ține mult la Roman și îi va fi mereu alături, la nevoie sau doar în calitate de prieten. Roman mai apare puțin și în expansiunile The Lost and Damned și The Ballad of Gay Tony, și este menționat mai târziu în GTA V, unde este sugerat că ar fi încă în viață.
- "Little" Jacob Hughes - este un dealer de droguri jamaican și un prieten apropiat al lui Roman și mai apoi și al lui Niko. Jacob este unul dintre liderii Yardies și, după ce îl cunoaște pe Niko, îl angajează să îl ajute în conflictul cu niște bande și dealeri rivali. Niko și Jacob devin rapid prieteni buni și Jacob îl ajută pe Niko în diverse ocazii, inclusiv să se răzbune pe cel responsabil pentru moartea lui Roman sau Kate la finalul jocului. Jacob vorbește cu un accent jamaican și are un caracter foarte calm. După ce Jacob ajunge să îl placă suficient pe Niko, acesta îl poate suna pentru a primi arme la preț redus.
- Dimitri Rascalov - este antagonistul principal al jocului. La început el este prietenul și asociatul lui Mikhail Faustin, liderul Mafiei Ruse din Broker. Dimitri lucrează alături de Niko în câteva ocazii, dar după ce Faustin îl pune pe Niko să-l asasineze pe fiul lui Kenny Petrovic, cel mai puternic gangster Rus din Liberty City, Dimitri îl convinge pe Niko să-l omoare pe Faustin pentru a preveni un război între bande. Totuși, în loc să-l recompenseze, Dimitri îl trădează pe Niko și îl aduce pe fostul său șef, Ray Bulgarin, de care Niko a încercat să fugă. Niko reușește să scape, dar oamenii lui Dimitri distrug apartamentul său din Broker și firma de taxi a lui Roman. Dimitri devine apoi un lider important al Mafiei Ruse și își începe propria operațiune de importare de cocaină. El încearcă de încă câteva ori să-l omoare pe Niko, dar fără succes. Dimtiri devine în cele din urmă furnizorul de cocaină al Familiei Ancelotti, dar Niko fură aproape toată rezerva de cocaină în timpul muncii pentru Jimmy Pegorino și apoi distruge restul în timpul muncii pentru Jon Gravelli. La finalul jocului, Dimitri se oferă să vândă heroina lui Pegorino pentru un profit uriaș, iar acesta îi cere lui Niko să participe la afacere. Totuși, Niko poate alege să se răzbune în schimb pe Dimitri. Dacă Niko alege să se răzbune, atunci el sosește pe nava Platypus, unde oamenii lui Dimitri încarcă heroina, și îi omoară pe toți, înainte de-al executa pe Dimitri. Dacă Niko alege să facă afacerea, atunci Dimitri îl trădează din nou și păstrează heroina, forțându-l pe Niko să-i omoare pe cumpărători pentru a obține banii. Cu toate acestea, Dimitri încearcă apoi să-l omoare pe Niko încă o dată, și trimite un asasin la nunta lui Roman și Mallorie, care îl omoară din greșeală pe Roman. După ce Dimitri îl trădează și ucide pe Pegorino, el este în schimb uci de Niko. Dimitri este menționat și în expansiunile The Lost and Damned și The Ballad of Gay Tony.
- Patrick "Packie" McReary - este cel mai tânăr frate din familia McReary și un gangster care lucrează alături de Familia Criminală McReary, condusă de fratele său mai mare, Gerry. El locuiește împreună cu mama și sora sa, Kate, în zona Parcului Meadows din Dukes. El lucrează uneori pentru Elizabeta Torres, dar de cele mai multe ori operează singur.  El îl cunoaște pe Niko în timpul uneia dintre misiunile pentru Elizabeta iar mai târziu îl recrutează în echipa pentru jaful de la Banca Liberty. După jaf, Niko și Packie devin prieteni apropiați și mai lucrează împreună în câteva ocazii. După ce Patrick ajunge să îl placă suficient pe Niko, acesta îl poate suna pentru a primi o bombă de mașină. Packie mai apare puțin și în expansiunea The Ballad of Gay Tony, precum și în GTA V mai târziu.

### Personaje secundare
- Brucie Kibbutz - este un antreprenor auto și prieten bun de-al lui Roman și mai apoi de-al lui Niko. El este destul de lăudăros și egocentric și pasionat de fitness și sport, având un corp foarte musculos, deși acest lucru se datorează faptului că abuzează de steroizi. Roman l-a cunoscut pe Brucie pe internet și îi face mai târziu cunoștință cu Niko, pe care Brucie îl angajează să-l ajute cu diverse probleme mici precum să omoare niște datornici sau să fure niște mașini pentru el, dar Niko renunță după scurt timp. Totuși, Brucie și Niko devin prieteni apropiați și, dacă Brucie ajunge să îl placă suficient pe Niko, acesta îl poate suna pentru o plimbare cu elicopterul. Brucie deține propria lui afacere legată de mașini, bucurându-se de lux și bogății, și adesea îl pune pe Niko la curent cu toate cursele  de mașini din oraș sau îi trimite e-mailuri despre mașini pe care vrea să le fure pentru afacerea sa. Brucie mai apare puțin și în expansiunea The Ballad of Gay Tony și în GTA Online mai târziu, modul multiplayer online al lui GTA V.
- Michelle / Karen Daniels - este o prietenă de-a lui Mallorie cu care Niko începe rapid o relație, la sfatul acesteia. În cele din urmă, Michelle îl trădează pe Niko și îi dezvăluie că este un agent guvernamental sub acoperire pe nume Karen Daniels, ducându-l pe Niko la biroul organizației United Liberty Paper pentru care este șantajat să lucreze. După aceasta, Karen nu mai este văzută niciodată în joc, dar apare mai târziu în GTA V și modul multiplayer online al acestuia, GTA Online.
- Mallorie Bardas - este iubita, mai târziu soția lui Roman. Ea lucrează la firma acestuia de taxi.
- Vladimir "Vlad" Glebov - este cămătarul rus al lui Roman. Cum acest are multe datorii față de el, Vlad îl angajează pe Niko să îi aducă bani de la alți datornici în schimbul datoriilor lui Roman. Vlad conduce cartierul Hove Beach din Broker și lucrează pentru puternicul mafiot rus Mikhail Faustin. El este adesea furios și îl insultă pe Niko, numindu-l "șerb" sau "țăran". După ce află că Vlad a dormit cu prietena lui Roman, Mallorie, Niko îl urmărește și îl execută.
- Mikhail Faustin - este liderul Sindicatului Rus din Liberty City. El este dependent de droguri, ceea ce îl face să-și piardă cumpătul ușor. Mikhail are o soție pe nume Ilyeana și o fiică pe nume Anna și este prietenul cel mai bun al lui Dimitri Rascalov. După moartea lui Vlad Glebov, oamenii lui îi răpesc pe Niko și Roman. Totuși, Mikhail nu este deranjat de moartea lui Vlad și îl angajează pe Niko. El îi dă misiuni destul de periculoase și nesăbuite lui Niko, cea mai importantă fiind să-l omoare pe fiul lui Kenny Petrovic, cel mai puternic gangster rus din oraș. Astfel, după ce atât el, cât și Dimitri și Niko sunt amenințați de Petrovic, Dimitri îl trădează pe Mikhail și îl convinge pe  Niko să-l omoare.
- Manny Escuela - este șeful comunității din Sudul Bohanului și un prieten vechi al lui Mallorie. El este plin de sine și filmează un documentar despre cum curăță străzile de criminali, dar în realitate doar își asumă meritele pentru munca celorlalți. Manny îl angajează pe Niko la sfatul lui Mallorie, dar acesta începe să-l displacă. Manny și cameramanul său, Jay, sunt omorâți de Elizabeta Torres, care îl pune pe Niko să scape de cadavre.
- Elizabeta "Liz" Torres - este cunoscută traficantă de droguri din Puerto Rico, care operează în principal în Bohan, și o prietenă apropiată a lui Mallorie. Ea îl angajează pe Niko la sfatul acesteia și este dependentă de droguri, astfel că uneori își iese din fire. În ultimele ei misiuni, Liz devine tot mai paranoică, știind că poliția o investighează, și în cele din urmă chiar este arestată și condamnată la 300 de ani de închisoare pentru mai multe motive. Elizabeta apare și în expansiunea The Lost and Damned.
- Trey Stewart / Playboy X- este șeful traficului de cocaină în Nordul Algonquin-ului și un asociat al lui Elizabeta Torres. El este de asemenea un vechi prieten al lui Dwayne Forge, care i-a fost ca un mentor. Playboy îl cunoaște pe Niko în timpul uneia dintre misiunile pentru Elizabeta și apoi îl angajează, făcându-i cunoștință cu Dwayne. În cele din urmă, Playboy îi cere lui Niko să-l omoare pe Dwayne, dar acesta îi cere la rândul lui să-l omoare pe Playboy. Dacă Niko îl omoară pe Dwayne, atunci Playboy îi va da $25.000 și apoi va tăia orice conexiune cu el; dacă Niko îl omoară pe Playboy, atunci va primi apartamentul acestuia și va deveni prieten bun cu Dwayne. Playboy apare puțin și în expansiunea The Lost and Damned.
- Dwayne Forge - este un gangster de "modă veche", recent eliberat din închisoare. Viața lui s-a schimbat complet în închisoare, având acum gânduri de sinucidere. El a fost mentorul lui Playboy X și îl cunoaște pe Niko prin intermediul acestuia, angajându-l pentru a-l ajuta cu niște probleme din trecut. Playboy îi cere în cele din urmă lui Niko să îl ucidă pe Dwayne, dar el poate alege să-l omoare pe Playboy în schimb. Dacă Playboy este cel omorât, atunci Dwayne și Niko vor deveni prieteni apropiați și, dacă Dwayne ajunge să îl placă suficient pe Niko, acesta îl poate suna pentru ca Dwayne să-i trimită doi gangsteri pe post de gărzi de corp.
- Agentul U.L.Paper - este un agent anonim care lucrează pentru organizația United Liberty Paper, care este de fapt un front pentru Afacerile Interne, și îl șantajează pe Niko să lucreze pentru el, asasinând diverse ținte. El îi spune lui Niko că nu este un "băiat bun", ci doar lucrează pentru "băieții buni". În schimbul serviciilor acestuia, U.L.Paper îl aduce pe Darko Brevic în țară la Aeroportul Internațional Francis, unde Niko poate alege ce să facă cu el. El apare mai târziu în GTA V și modul multiplayer online al acestuia, GTA Online.
- Francis McReary - este un ofițer de poliție corupt și unul dintre frații McReary. Francis este văzut drept un erou de către LCPD, dar niciunul dintre frații săi nu îl plac. El știe de faptele lui Niko de când a ajuns în Liberty City și îl angajează să scape de toți cei care dețin dovezii incriminatorii despre el. Francis află că fratele său Derrick s-a întors din Irlanda și îl pune pe Niko să-l omoare, dar acesta poate alege să-l omoare pe el în schimb. Dacă Francis este cel omorât, atunci el va fi înmormântat la cimitirul din Colony Island. Dacă Derrick este cel omorât, atunci Niko va înceta să lucreze pentru Francis, dar îl va șantaja să-l ajute să scape de poliție ori de câte ori va fi nevoie.
- Derrick McReary - este un criminal retras și cel mai mare dintre frații McReary. El se întoarce din Irlanda, unde a fugit pentru a se ascunde de Mafie, și îl ajută pe fratele său Patrick să jefuiască Banca Liberty, cunoscându-l totodată pe Niko. Derrick este expert în arme și explozive și se plânge adesea de trecutul său tragic. El îl angajează pe Niko să-i rezolve niște probleme din trecut, înainte ca fratele său Francis să afle de întoarcerea sa și să-l angajeze pe Niko să-l omoare. Totuși, Niko poate alege pe cine să omoare: dacă Derrick este cel omorât, atunci el va fi înmormântat la cimitirul din Dukes; dacă Francis este cel omorât, atunci Derrick nu va avea cu ce să-l recompenseze pe Niko și este ultima dată văzut la înmormântarea fratelui său. Derrick este menționat puțin de Packie în GTA V, unde este dezvăluit că a murit (astfel, Derrick fie a fost ucis de Niko, fie a murit din cauze necunoscute la ceva timp după GTA IV).
- Gerald "Gerry" McReary - este liderul Familiei Criminale McReary din Dukes și cel mai puțin idealistic dintre frații McReary. Gerry este un geniu periculos și face adesea planuri, sau își ajută frații cu planurile lor. El a încheiat o pace cu Familia Mafiotă Pegorino și îi ajută să slăbească Familia rivală Ancelotti prin a-l angaja pe Niko, pe care l-a întâlnit chiar înainte de jaful Băncii Liberty al lui Patrick, să atace câteva operațiuni ale Albanienilor, asociați cu Ancelotti. Mai târziu, Gerry este arestat, dar, în închisoare, el află de diamante și îi angajează pe Niko și fratele său Patrick s-o captureze pe fiica liderului Familiei Ancelotti și s-o răscumpere pe diamante. Totuși, lucrurile nu merg conform planului și diamantele ajung să se piardă într-un camion de gunoi, astfel că Niko încetează să mai lucreze pentru Gerry, dar cei doi își iau un rămas bun prietenos și Gerry îl roagă pe Niko să aibă grijă de familia lui.
- Kate McReary - este singura soră a lui Patrick, Francis, Derrick și Gerry, precum și singura dintre copiii McReary care nu a făcut niciodată ceva rău. Ea încearcă adesea să își influențeze pozitiv frații, dar nu reușește. La început, ea este prea timidă să vorbească cu Niko, dar acesta începe în cele din urmă o relație cu ea, la îndemnul lui Patrick. La finalul jocului, Kate fie îl părăsește pe Niko, supărată că a ales banii înaintea principiilor, fie este omorâtă din greșeală la nunta lui Roman.
- Ray Boccino - este un gangster italian și Capo în Familia Mafiotă Pegorino. Ray are un caracter foarte impulsiv și multă lume nu prea îl place. El îl cunoaște pe Niko prin intermediul familiei McReary și îl angajează să-l ajute cu un schimb de diamante, în care sunt implicate multe alte persoane, printre care liderul bandei de motocicliști The Lost, Johnny Klebitz, și dealerul de diamante Isaac Roth. Întregul schimb iese un fiasco, diamantele pierzându-se și banii fiind furați de Johnny. Ray îl pune pe Niko să-l omoare pe prietenul cel mai bun al lui Johnny, Jim Fitzgerald, drept răzbunare, iar apoi și pe Isaac și oamenii lui. Mai târziu, Ray îl ajută pe Niko să-l găsească pe Florian Carvic în schimbul serviciilor sale, iar apoi îi oferă și un apartament în Alderney și îi face cunoștință cu prietenul și asociatul său, Phil Bell, care îl angajează. Niko începe să lucreze mai târziu și pentru șeful lui Ray și Bell, Jimmy Pegorino. Totuși, acesta ajunge să suspecteze că Ray este un trădător și îl pune pe Niko să-l omoare. Ray Boccino joacă un rol important și în expansiunea The Lost and Damned.
- Phil Bell - este un gangster jumătate irlandez și jumătate italian care lucrează pentru Familia Mafiotă Pegorino. El este un prieten și asociat de-al lui Ray Boccino, deși cei doi au o rivalitate mare și se ceartă adesea. Bell îl cunoaște pe Niko prin intermediul lui Ray și îi dă de lucru Niko, mai târziu recomandându-l șefului său, Jimmy Pegorino, care îl angajează, de asemenea, pe Niko. La finalul jocului, Phil se lasă de viața de crimă și decide să ducă o viață simplă într-un oraș mic. El îl sună pe Niko pentru ultima dată, urându-i noroc și tăind orice conexiune cu el.
- Jimmy Pegorino - este liderul Familiei Mafiote Pegorino. El este îngrijorat de declinul familiei sale și încearcă să ajungă și el parte din Comisie, alcătuită din cele cinci familii mafiote principale din Libery City. După ce primește recomandări de la unul dintre asociații săi, Phil Bell, el îl angajează pe Niko. La finalul jocului, Pegorino îi cere lui Niko să facă o afacere cu heroină cu Dimitri Rascalov, care l-ar aduce în sfârșit în vârf. Dacă Niko alege să facă afacerea, atunci Pegorino și Dimitri devin cei mai puternici lideri mafioți din oraș. Totuși, Dimitri îl trădează și ucide pe Pegorino, dorind să păstreze banii doar pentru el. Dacă Niko îl trădează pe Pegorino și alege să-l omoare pe Dimitri, Pegorino ajunge la faliment și încearcă să se răzbune pe Niko, dar îi omoară din greșeală iubita, pe Kate. A doua zi, Niko îl găsește și îl ucide pe Pegorino drept răzbunare, făcând totodată o favoare întregului oraș, deoarece toate familiile mafiote îl doreau pe Pegorino mort.
- Florian Carvic / Bernie Crane - este unul dintre cei doi supraviețuitori din fosta unitate militară a lui Niko și un prieten vechi al acestuia și al lui Roman. El s-a mutat în Liberty City în jur de 2001 iar Niko a venit să-l caute, nefiind încă sigur dacă trădătorul era el sau Darko Brevic. Cu ajutorul lui Ray Boccino, Niko îl găsește pe Florian, care își spune acum Bernie Crane, și descoperă cu nu el este trădătorul. Bernie are acum o personalitate complet diferită și se află într-o relație  homosexuală secretă cu viceprimarul Bryce Dawkins. El îi cere ajutorul lui Niko în legătură cu diverse persoane care se iau de el din cauza homosexualității sale, dându-i în schimb mașina lui sport, primită de la viceprimar. Bernie este văzut ultima dată la nunta lui Roman și Mallorie.
- Jon Gravelli - este liderul Familiei Mafiote Gambetti, una dintre cele cinci familii mafiote principale din Liberty City. Toată viața lui a căpătat faimă și putere și se află în spital, sub grija organizației U.L.Paper. El este un vechi asociat al U.L.Paper, astfel că Niko îl cunoaște prin intermediul acesteia. Niko lucrează puțin pentru Gravelli, ajutându-l să distrugă câteva operațiuni ale unor bande rivale, înainte ca acesta să moară pașnic de bătrânețe. În schimbul efortului său, U.L.Paper îl ajută pe Niko să-l găsească pe trădătorul căutat.

### Personaje minore
- Darko Brevic - a fost un membru din unitatea militară a lui Niko în timpul războiului din Yugoslavia, până ce i-a trădat și i-a omorât aproape pe toți pentru $1000, singurii supraviețuitori fiind Niko și Florian Carvic. El s-a ascuns apoi în București, în timp ce Niko s-a dus în Liberty City pentru a-l găsi pe Florian, nefiind încă sigur cine era trădătorul. În Liberty City, Niko lucrează pentru organizația United Liberty Paper care, în schimbul serviciilor sale, îl aduce pe Darko în țară. Niko și Roman îl găsesc pe Darko la Aeroportul Internațional Francis unde Niko are două alegeri: să-l omoare pe Darko sau să-l lasă să traiască, cu suferința propriilor fapte. Dacă Niko nu îl omoară pe Darko, atunci acesta fuge și nu mai este văzut niciodată.
- Ray Bulgarin - este un gangster rus extrem de bogat și puternic care a a operat dincolo de Marea Adriatică. El este fostul șef al lui Niko, care, după un accident, a fugit din țară și s-a mutat din Liberty City pentru a scăpa de el. Bulgarin consideră că Niko îi este dator și a sosit în Liberty City cu ceva timp înainte de acesta, unde s-a asociat cu Dimitri Rascalov, care din întâmplare lucra alături de Niko. Dimitri îl trădează pe Niko și îl aduce în fața lui Bulgarin, dar Niko reușește să scape din capcana plănuită de oamenii lui Dimitri și Bulgarin. El apare mai târziu în timpul răscumpărării lui Gracie Ancelotti pe diamante și dezvăluie că diamantele sunt de fapt ale lui, fiindu-i furate și importate aici. Bulgarin fuge, lăsându-și oamenii să-i omoare pe Niko și Packie McReary, dar din nou Niko reușește să scape. Bulgarin nu mai apare în joc după aceasta, dar apare în schimb cu un rol mult mai important în expansiunea The Ballad of Gay Tony, unde este antagonistul principal și este omorât în cele din urmă de către Luis Lopez, în ultima misiune a jocului respectiv.
- Teafore "Real Badman" Maxwell-Davies - este un gangster și dealer de droguri jamaican, liderul Yardies și prietenul și superiorul lui Little Jacob. Badman este îngrijorat de problemele în traficul de droguri, cauzate de alți dealeri rivali. Totuși, Jacob îl cunoaște și se împrietenește cu Niko și, cu ajutorul său, rezolvă aceste probleme și chiar fac câteva livrări în plus. Badman îl cunoaște pe Niko în ultima misiune pentru Jacob iar apoi îl întâlnește din nou în East Island City. Badman îi spune lui Niko că acum are niște probleme noi: Mafia Rusă a început să-i invadeze teritoriul, furând din banii bandei sale și forțându-l să-i plătească. Niko este de acord să-l ajute și cei doi se duc pe o alee unde niște gangsteri ruși fac o afacere, pe care Niko și Badman îi omoară. El îi mulțumește apoi lui Niko și îi dă $500 pentru ajutorul său, spunând că le-a arătat rușilor de ce este în stare. Badman este văzut ultima dată la nunta lui Roman și Mallorie.
- Stevie - este un traficant de mașini pe piața neagră și un asociat al lui Brucie Kibbutz. El nu este văzut niciodată și îl angajează pe Niko să fure diverse mașini pentru el.
- Wade "The Fixer" Johnson -   este un asociat al lui Phil Bell care îl angajează pe Niko să asasineze diverse ținte pentru el. El nu este văzut niciodată și comunică cu Niko doar prin telefoane publice.
- Dardan Petrela - este liderul Albanezilor din Broker și un cămătar care îl amenință adesea pe Roman, din cauza datoriilor care le are față de ei. El este în cele din urmă omorât de Niko.
- Kenny Petrovic - este liderul Mafiei Petrovic, cea mai puternică organizație din Mafia Rusă din Liberty City. El este doar menționat în joc, dar apare fizic în modul multiplayer, ca un personaj ce îi dă misiuni jucătorului.
- Johhny Klebbitz - este vice-președintele, mai târziu președintele clubului de motocicliști The Lost. El lucrează cu Niko în două ocazii, odată pentru Elizabeta Torres, iar a doua în schimbul de diamante pentru Ray Boccino, unde îl trădează pe Ray și scapă cu banii. Johnny este protagonistul expansiunii The Lost and Damned și mai apare puțin și în The Ballad of Gay Tony, precum și în GTA V, unde este omorât de Trevor Philips.
- Jim Fitzgerald - este un membru al clubului de motocicliști The Lost și prietenul cel mai bun al lui Johnny Klebbitz. El este omorât de Niko la ordinele lui Ray Boccino, drept răzbunare pentru trădarea lui Johnny. El joacă un rol mult mai important în expansiunea The Lost and Damned.
- Jason Michaels - este un membru al clubului de motocicliști The Lost care se întâlnește cu Anna Faustin, fiica puternicului gangster rus Mikhail Faustin. El este omorât de Niko la odinele lui Faustin, care nu era de acord cu relația Annei cu el. Jason mai apare puțin și în expansiunea The Lost and Damend.
- Isaac Roth - este un dealer de diamante și membru al Mafiei Evreiești. El este cel căruia Ray Boccino a vrut să-i vândă diamantele, dar tot schimbul a ieșit un fiasco. Isaac îl învinuiește pe Ray pentru ambuscadă, astfel că acesta, furios, îl trimite pe Niko să-l omoare pe Isaac și pe oamenii săi. Isaac mai apare puțin și în expansiunile The Lost and Damned și The Ballad of Gay Tony.
- Michael Keane - este un gangster din Familia Criminală McReary care lucrează adesea alături de Patrick McReary. El îi ajută pe Patrick, Niko și Derrick să jefuiască Banca Liberty, dar este omorât în timpul jafului. Michael mai apare puțin și în expansiunea The Ballad of Gay Tony, în cadrul aceleași misiuni.
- Luis Fernando Lopez - este garda de corp și asociat în afaceri a lui Tony Prince. El este cel care ambuschează schimbul de diamante de la muzeu și le fură, diamantele aparținând inițial lui Tony. Luis îl însoțește mai târziu pe Tony pentru a o salva pe Gracie Ancelotti în schimbul diamantelor, reușind să scape împreună cu cei doi după ce oamenii lui Ray Bulgarin apar. Luis este protagonistul expansiunii The Ballad of Gay Tony și mai apare puțin în The Lost and Damned.
- "Gay" Tony Prince - este un antreprenor a mai multor cluburi de noapte din Liberty City, deținând cluburile Mansionette 9 și Hercules. El pare doar într-o misiune, unde reușește să o salveze pe Gracie Ancelotti acompaniat de Luis Lopez, dar joacă un rol mult mai important în The Ballad of Gay Tony. Tony mai apare puțin și în expansiunea The Lost and Damned, precum și în GTA Online mai târziu, modul online al lui GTA V.
- Luca Silvestri - este un gangster care lucrează pentru Familia Pegorino, în special pentru Ray Boccino. El, prietenii lui și Niko sunt angajați să recupereze diamantele din niște saci de gunoi, dar Luca și prietenii lui îl trădează pe Ray și fură diamantele, astfel că Niko este trimis să-i omoare și să le recupereze.
- Bucătarul - este un bucătar anonim de pe nava Platypus, aceeași navă cu care Niko a sosit în Liberty City. El joacă un rol mai important în expansiunile The Lost and Damned și The Ballad of Gay Tony, unde este dezvăluit că el este cel care a furat în secret diamantele de la Ray Bulgarin și mai târziu a încercat să le vândă lui Tony Prince și Luis Lopez, înainte de a fi furate de cei de la The Lost MC, la ordinele lui Ray Boccino. Bucătarul este în cele din urmă omorât de Bulgarin.
- Bryce Dawkins - este vice-primarul din Liberty City. În secret, el are o relație homosexuală cu Bernie Crane și este șantajat de diverse persoane din această cauză, printre care și oamenii lui Dimitri Rascalov, dar Niko îl ajută pe el și pe Bernie să scape de aceștia, primind în schimb mașina sport a lui Dawkins, pe care acesta i-a oferit-o lui Bernie. Dawkins este doar menționat în joc, dar apare pe diverse postere de campanie electorală.
- Jerry Kapowitz - este un om fără casă și veteran de război. El apare puțin și în expansiunea The Ballad of Gay Tony, la finalul căreia găsește diamantele într-un sac de gunoi și astfel se îmbogățește, folosind banii pentru a da o petrecere luxoasă în Algonquin și a rezerva un zbor către Vice City.

## Producție

### Dezvoltare
Lucrul la Grand Theft Auto IV a început în noiembrie 2004, aproape imediat după lansarea lui Grand Theft Auto: San Andreas.  Aproximativ 150 de dezvoltatori de jocuri au lucrat la Grand Theft Auto IV, conduși de membrii de bază ai echipei care a lucrat anterior la Grand Theft Auto III. Pentru joc, Rockstar a folosit propriul motor grafic intitulat Rockstar Advanced Game Engine (RAGE), care a fost folosit anterior în Rockstar Games Presents Tennis Table (2006), în combinație cu motorul de animație Euphoria. În loc de animații pre-scrise, Euphoria folosește animație procedurală pentru a controla modul în care se mișcă jucătorul, permițând mișcărilor personajelor să fie mai realiste. Motorul Euphoria permite, de asemenea, NPC-urile să reacționeze într-un mod realist la acțiunile jucătorului. De exemplu, într-o previzualizare a jocului, un NPC este bătut de jucător și cade printr-o fereastră, dar reușește să se prindă de margine pentru a nu cădea. Jocul folosește, de asemenea, middleware din Image Metrics pentru a facilita expresiile faciale complicate și pentru a ușura procesul de încorporare a sincronizării buzelor. Foliajul în joc este produs prin SpeedTree. 
Grand Theft Auto IV vede o schimbare în serie într-un stil și un ton mai realist și mai detaliat, parțial rezultatul trecerii la console care oferă grafică de înaltă definiție și capabilitățile noi și îmbunătățite ale unor astfel de console. Co-fondatorul Rockstar, Dan Houser, a spus că "ceea ce luăm ca cuvânt de cuvânt pe [Grand Theft Auto IV] este ideea a ceea ce în realitate înseamnă înaltă definiție. Nu doar din punct de vedere grafic, pe care îl realizăm în mod evident, ci în termeni de toate aspectele designului [...] Știi, încercând să facă ceva mai realist, mai ținut împreună, dar păstrând totuși coerența generală pe care au avut-o celelalte jocuri . Directorul de artă Aaron Garbut a spus unul dintre motivele ei au decis să stabilească jocul în New York pentru că "știm cu toții ce este un oraș cinematografic uimitor, divers și vibrant", și din moment ce speră să împingă "detaliul, varietatea și viața" la un nivel înalt, că "bazarea jocului într-un oraș atât de sinonim cu aceste lucruri a fost o potrivire excelentă." Dan Houser a adăugat "pentru că lucrăm la înalta definiție și am știut că avem nevoie de o grămadă de cercetare, vrem să fim undeva unde am avut un punct de sprijin. " Dezvoltatorii au evitat constient crearea unui bloc pentru recreere bloc de noi York City; Dan Houser a spus că "ceea ce am încercat întotdeauna să facem este să facem un lucru care să arate real și să aibă calitățile unui mediu real, dar este, de asemenea, distractiv din perspectiva designului jocului". Interpretarea Grand Theft Auto IV a Liberty City este mult mai detaliat și mai mare decât Grand Theft Auto III și alte orașe văzute la intrările anterioare din serie. Deși mai mic decât San Andreas, setarea principală pentru Grand Theft Auto: San Andreas, Liberty City, Grand Theft Auto IV, este comparabilă cu cea din punctul de vedere al domeniului, când "nivelul de verticalitate al orașului, numărul de clădiri în care poți intra , precum și nivelul de detaliere al acestor clădiri ". Scopul pentru Liberty City era să nu aibă locuri moarte sau spații irelevante, cum ar fi deserturile mari deschise în San Andreas. Pentru a atinge un mediu realist, echipa Rockstar North, cu sediul în Edinburgh, Scoția, a făcut două călătorii la New York pentru cercetare, una la începutul proiectului (care a fost făcută cu fiecare joc Grand Theft Auto anterior) și încă una mai mică în dezvoltare. O echipă de cercetare cu normă întreagă, cu sediul la New York, a tratat cereri suplimentare de informații, de la minoritatea etnică a unui cartier până la videoclipurile cu modele de trafic
Povestea lui Grand Theft Auto IV a fost scrisă de Dan Houser și Rupert Humphries. Spre deosebire de jocurile anterioare Grand Theft Auto, care au o puternică influență culturală sau cinematică, "[Grand Theft Auto IV nu] are într-adevăr influențe cinematice", după cum explică Houser. "Încercam conștient să mergem, bine, dacă jocurile video se vor dezvolta în următoarea etapă, atunci nu trebuie să încerci să faci un omagiu iubitor sau să faci referință la alte lucruri, ci să te referi la locul în sine". Houser a mai spus: "În ceea ce privește personajul, am vrut ceva care să fie mai proaspăt și mai nou și nu ceva care a fost în mod evident derivat dintr-un film [...] Poate [noi] am putea să facem ceva care să trăiască alături de aceste chestii“.
Conducătorul de muzică, Ivan Pavlovich, a spus: "[am avut] să alegem melodiile care fac New York astăzi ce este, dar asigurați-vă că nu se vor simți datate până când jocul va ieși". Dezvoltatorii au contactat peste 2.000 de persoane pentru a obține drepturi de înregistrare și publicare. Ei chiar au angajat un anchetator privat pentru a localiza pe rudele lui Sean Delaney, membru al familiei Skatt Bros., pentru a acorda licență piesei "Walk the Night". Citand surse apropiate de tranzactii, Billboard a raportat ca Rockstar a platit pana la 5.000 de dolari pe compozitie si alte 5.000 de dolari pentru fiecare inregistrare pe track. Dezvoltatorii inițial considerau că permiteau jucătorilor să achiziționeze muzică vizitând un magazin de înregistrări în jocuri și că Niko avea un player MP3, dar ambele idei au fost tăiate. DJ Green Lantern a produs melodii exclusiv pentru postul de radio hip-hop al jocului The Beat 102.7. Recordul de proprietar al etichetei și producătorul de înregistrări, Bobby Konders, care găzduiește postul de radio Massive B Soundsystem 96.9, a făcut efortul suplimentar de a zbura în Jamaica pentru a obține artiști de dans pentru a reînregistra piese pentru a face referiri la cartierele din Liberty City.
Vicepreședintele diviziei diviziei interactiv de divertisment Microsoft, Peter Moore, a anunțat la E3 2006 că jocul va apărea pe Xbox 360, prin rularea manecii pentru a dezvălui un tatuaj temporar Grand Theft Auto IV. Rockstar Games părea inițial să se angajeze la data de lansare originală din 16 octombrie 2007; cu toate acestea, analistul Wedbush Morgan, Michael Pachter, a sugerat că Take-Two poate alege să amâne lansarea jocului pentru a-și spori rezultatele financiare pentru anul 2008 și pentru a evita concurența cu lansarea altor titluri extrem de anticipate, cum ar fi Halo 3. Rockstar a răspuns că Grand Theft Auto IV era încă pe drumul său spre lansare în "sfârșitul lunii octombrie". La 2 august 2007, Take-Two a anunțat că Grand Theft Auto IV va pierde data de lansare inițială din 16 octombrie 2007, contrar declarațiilor anterioare, și va fi amânată până la al doilea trimestru fiscal (februarie-aprilie) din 2008. Într-un apel de conferință ulterior cu investitorii, Strauss Zelnick de la Take-Two a atribuit întârzierea "problemelor aproape strict tehnologice ... nu problemelor, ci provocărilor". Mai târziu, sa arătat că dificultățile tehnice cu versiunea PlayStation 3 a jocului a contribuit la această întârziere, împreună cu problemele de stocare de pe Xbox 360. La 24 ianuarie 2008, Take-Two a anunțat că Grand Theft Auto IV va fi lansat la 29 aprilie 2008. Pe măsură ce data lansării sa apropiat, Rockstar Games și Take-Two au comercializat puternic jocul prin diferite forme, printre care anunțuri de televiziune, video pe internet, panouri publicitare, marketing viral și un site web reproiectat. O ediție specială a jocului a fost lansată și pentru PlayStation 3 și pentru Xbox 360. La o întâlnire a acționarilor Take-Two din 18 aprilie 2008, CEO-ul Take-Two, Ben Feder, a anunțat că Grand Theft Auto IV a "făcut deja aur" și a fost "în producție și în camioane pe drum spre comercianții cu amănuntul" Jocul a fost lansat în cele din urmă pentru consolele de jocuri video PlayStation 3 și Xbox 360 din Europa, America de Nord și Oceania, pe 29 aprilie 2008, iar în Japonia, la 30 octombrie 2008. Pe ansamblu, Grand Theft Auto IV a preluat peste 1000 de oameni și mai mult de trei ani și jumătate pentru a finaliza, cu un cost total estimat la aproximativ 100 milioane de dolari, ceea ce a făcut-o, la vremea respectivă, cel mai scump joc video dezvoltat vreodată.
Pe 6 august 2008, Rockstar a anunțat că o versiune Microsoft Grand Theft Auto IV a fost dezvoltată de Rockstar North și Rockstar Toronto. Jocul a fost inițial anunțat pentru lansare în America de Nord la 18 noiembrie 2008 și în Europa pe 21 noiembrie 2008, dar mai târziu a fost împins înapoi la 2 și 3 decembrie 2008. Acesta conține funcții extinse, inclusiv controlul densității traficului, configurații de distanțe de tragere și un editor de replay. Editorul de replici permite jucătorilor să înregistreze și să editeze clipuri video, iar videoclipurile pot fi încărcate pe site-ul Rockstar's Social Club. Acesta a folosit Jocuri pentru Windows - Live pentru joc online și susține 32 de jucători pentru multiplayer. Protecția SecuROM este utilizată și este necesară o singură activare online pentru a putea juca acest joc. Jocul a fost pus la dispoziție pe Steam la 4 ianuarie 2009. Pe 9 februarie 2017, versiunea Xbox 360 a lui Grand Theft Auto IV a fost pusă la dispoziție pentru compatibilitatea cu Xbox One.

### Coloană sonoră
La fel ca și jocurile anterioare din seria Grand Theft Auto, Grand Theft Auto IV dispune de o coloană sonoră care poate fi auzită prin intermediul posturilor de radio în timp ce jucătorul se află într-un vehicul. Liberty City dispune de 19 posturi de radio, dintre care trei sunt posturi de talk-showuri. Celelalte posturi conțin muzică dintr-o gamă largă de genuri, inclusiv piese de la Genesis, David Bowie, Bob Marley, The Who, Queen, Kanye West și Elton John.
Grand Theft Auto IV folosește un sistem muzical similar cu cel al Grand Theft Auto: San Andreas. În alte jocuri din serie, fiecare post de radio era în esență un singur fișier sonor, care juca aceleași cântece, anunțuri și reclame în aceeași ordine de fiecare dată. Cu posturile de radio din Grand Theft Auto IV, fiecare fișier de sunet este ținut separat și secvențiat în mod aleatoriu, permițând piesele să fie redate în ordine diferită, anunțurile către cântece să fie diferite de fiecare dată și evenimentele de complot care vor fi menționate pe posturi. Anumite melodii sunt, de asemenea, editate pentru a încorpora referințe la ficțiunea Liberty City.
O varietate de celebrități reale oferă voci pentru DJ-ii de la radio din joc, inclusiv designerul de modă Karl Lagerfeld, muzicienii Iggy Pop, Femi Kuti, Jimmy Gestapo [91] și Ruslana [92] vorbitor de gazdă arată Lazlow Jones. Sâmbătă Actorii live Bill Hader și Jason Sudeikis apar în talk-show-ul liberal și conservator, respectiv, cu Fred Armisen jucând mai mulți invitați la "Integrity 2.0" a lui Lazlow. Numeroși comedianți, inclusiv Jim Norton, Patrice O'Neal, Rick Shapiro și Robert Kelly, precum și gazdele de radio Opie și Anthony au apărut la radio și / sau ca personaje în joc.
Muzica Grand Theft Auto IV este o coloană sonoră din 2008 ambalată cu ediția specială Grand Theft Auto IV. Discul conține mai multe selecții de coloane sonore. [95] Coloana sonoră are mai multe genuri, de la hip hop la rock și reggae. Mai mulți artiști și-au reînregistrat melodiile pentru a face trimiteri la locațiile din joc. Două cântece, "Liberty City: Invazia" și "No Sex for Ben", au fost compuse special pentru joc și pentru coloana sonoră. Cântecul tematic al lui Grand Theft Auto IV, "Conexiunea sovietică", a fost compusă de Michael Hunter, care a compus anterior tema Grand Theft Auto: San Andreas.
Aproape de aniversarea a 10 ani de la lansarea jocului în aprilie 2018, Rockstar a lansat patch-uri pentru toate versiunile jocului pentru a elimina o parte din piesele licențiate din jocul pentru care nu mai au drepturi de licențiere. Rockstar a spus că aceasta a fost în primul rând de la postul de radio rusesc "Vladivostok FM" și că vor înlocui aceste melodii cu muzică nouă în patch-uri.

### Conținut descărcabil
Două episoade pentru Grand Theft Auto IV au fost lansate. Aceste două episoade au fost lansate separat, exclusiv pe Xbox Live, ca și DLC-uri, care necesită prezența jocului original pentru a putea fi jucate. Episoadele au fost lansate din nou mai târziu împreună ca un singur joc intitulat Grand Theft Auto: Episodes from Liberty City, care nu necesită jocul original pentru a putea fi jucat. Dan Houser a declarat că aceste episoade explorează "o parte diferită a Liberty City".
Prima expansiune, intitulată Grand Theft Auto: The Lost and Damned, a fost lansată inițial pe 17 februarie 2009. Protagonistul este Johnny Klebitz, un membru a unei bandei de motocicliști din Liberty City numită The Lost. A doua expansiune, intitulată Grand Theft Auto: The Ballad of Gay Tony, a fost lansată pe 29 octombrie 2009. Protagonistul este Luis Fernando Lopez, garda de corp și asociat în afaceri al proprietarului mai multor cluburi de noapte Tony "Gay Tony" Prince, și prezintă povestea acestuia cum rezolvă conflictele cu prietenii, familia și șeful său.
Jeronimo Barrera, vice-președintele dezvoltării produselor pentru Rockstar Games, a declarat că episoadele au fost niște experimente, deoarece echipa nu era sigură că există suficienți utilizatori cu acces la conținutul online de pe Xbox 360.  CEO-ul Take-Two Interactive, Lainie Goldstein, a arătat că Microsoft plătește un total de 50 de milioane de dolari pentru primele două episoade. În ianuarie 2010, Rockstar a anunțat că cele două DLC-uri separate și Episodes From Liberty City vor fi disponibile pentru PlayStation 3 și Microsoft Windows pe 13 aprilie 2010 în America de Nord și pe 16 aprilie 2010 în Europa.
Ambele episoade au fost lansate pentru PlayStation 3 și Microsoft Windows pe 13 aprilie 2010 în America de Nord și pe 16 aprilie 2010 în Europa. Grand Theft Auto IV: The Complete Colection, care conține ambele episoade și jocul original, a fost lansat pe PlayStation 3, Xbox 360 și Windows pe 26 octombrie 2010 în America de Nord și pe 29 octombrie în Europa. Versiunile Xbox 360 ale ambelor episoade au devenit compatibile cu Xbox One pe 9 februarie 2017.

## Recepție
După lansare, Grand Theft Auto IV a avut parte de apreciere critică. Metacritic, care atribuie un rating normalizat în intervalul 0-100, a calculat un scor mediu de 98, indicând "aplauzele universale". GTA IV este în prezent jocul cu al doilea cel mai mare rating de pe site, doar în spatele lui Legend of Zelda: Ocarina of Time. Recenzorii au lăudat mult narativa jocului, designul de open-world și sistemul de luptă. Hilary Goldstein de la IGN a considerat că jocul "stabilește un nou punct de referință pentru jocurile din lumea deschisă", iar Andrew Reiner de la Game Informer a scris că jocul "schimbă complet peisajul jocurilor".
Recenzorii au apreciat designul open-world-ului, alții complimentând libertatea pe care o oferă jucătorului. Seth Schiesel de la New York Times a numit orașul "adevărata stea" a jocului. Oficialul revistei Xbox Magazine Hicks a fost impresionat de oraș, atribuind acest lucru gamei AI. Robinson de jocuri pe calculator și video a considerat mediul credibil și a considerat că lumea a fost "absolut fără egal". Goldstein de la IGN a simțit că, deși Liberty City este inspirat de New York, nu este înțeles. El a scris că orașul "există în propriul său univers și drept". Crispin Boyer de la 1UP.com a laudat regizorul orașului cu privire la "priveliști uluitoare, peisaje incredibil de variate și aspectul trăit". În schimb, Jesse Costantino de la Game Revolution a considerat că jocul nu avea caracteristici importante în alte jocuri din lumea deschisă.
Reporterii au apreciat povestea jocului. IGN Goldstein a acceptat că tonurile mai întunecate ale povestii, o pauză de la tradiția seriei. Jon Hicks de la revista oficială Xbox a fost surprins de cantitatea de profunzime a povestirii. Reiner de Game Informer a scris că nivelul libertății în joc a contribuit la bucuria lui de a face povestea. [105] Opțiunile de moralitate cu care s-au confruntat jucătorii din întreaga narațiune au fost de asemenea binevenite. Boyer 1UP.com a simțit că au dat jocului un element de "replayability". Tom Bramwell de la Eurogamer a considerat că alegerile moralității reprezintă un înlocuitor echitabil față de "șefii cu baruri mari de sănătate".

### Versiunea pentru Windows
Când Grand Theft Auto IV a fost lansat pentru Microsoft Windows în decembrie 2008, acesta a primit în general recenzii pozitive. Metacritic a calculat un scor mediu de 90 din 100, indicând "apreciere universală", pe baza a 40 de recenzii. Recenzenții au apreciat graficile îmbunătățite și caracteristicile suplimentare, dar au criticat portarea inferioară în comparație cu de versiunile pentru consolă.
Caracteristicile din joc adăugate în portare au fost bine primite. Adăugarea editorului video a fost întâmpinată cu reacții pozitive; GameSpot lui Calvert a numit-o "o modalitate foarte bună de a deveni creativă" , în timp ce Kieron Gillen de la Eurogamer a criticat imprevizibilitatea în timp. Criticii au felicitat de asemenea adăugarea postului de radio personalizabil, care permite jucătorilor să asculte propria lor alegere de muzică; Tom Chick de la 1UP.com a numit-o cea mai bună caracteristică a portului, iar Steven Hopper de la GameZone a numit-o o "atingere excelentă". Modernizarea portului la 32 de jucători concurenți în modul multiplayer online, spre deosebire de 16 jucători ai versiunii console, a fost de asemenea întâmpinată cu feedback pozitiv; Eurogamerul Gillen a spus că "posibilitatea de a face haos ... crește", în timp ce Will Tuttle de la GameSpy a simțit că jucătorul crește "modifică semnificativ acțiunea".
Vizuale îmbunătățite ale portului au fost lăudate de mulți recenzenți. Gamepone's Hopper a considerat vizuale o îmbunătățire față de versiunile originale. Andy Robinson de la Jocuri de computere și video a numit imaginile "impresionante", în timp ce Tom Orry de la VideoGamer.com le-a numit "superb". Dimpotrivă, cerințele de sistem ale portului, considerate dificil de a funcționa cu setări avansate, au primit critici. Eurogamerul Gillen a spus că, deși versiunea Windows este "cea mai atractivă versiune", este "deranjant să ajungem acolo". GameSpy's Tuttle a reușit să ignore cerințele exigente ale sistemului în schimbul celorlalte caracteristici ale jocului.

### Premii
În urma recunoașterii critice pe care a primit-o la lansarea sa, Grand Theft Auto IV a primit diverse premii de la diferite critici și publicații. Acesta a primit mai multe premii Game of the Year, de la magazine de jocuri precum Spike TV, Kotaku, Game Trailers, precum și publicații de prestigiu, cum ar fi The New York Times,  Los Angeles Times, și revista Time. Grand Theft Auto IV a primit, de asemenea, șapte nominalizări la cea de-a 5-a ediție a Premiilor pentru jocuri video ale Academiei Britanice (BAFTA Games Awards), și trei nominalizări la cele 9 premii anuale ale dezvoltatorilor de jocuri, dar nu a câștigat nici unul